# Stazione meteorologica di Garbagna
La stazione meteorologica di Garbagna è la stazione meteorologica di riferimento relativa alla località di Garbagna.

## Coordinate geografiche
La stazione meteorologica si trova nell'Italia nord-occidentale, in Piemonte, in provincia di Alessandria, nel comune di Garbagna, a 292 metri s.l.m. e alle coordinate geografiche 44°47′N 9°00′E.

## Dati climatologici
In base alla media trentennale di riferimento 1961-1990, la temperatura media del mese più freddo, gennaio, si attesta a -0,3 °C; quella del mese più caldo, luglio, è di +21,4 °C .
| Garbagna           | Mesi | Mesi | Mesi | Mesi | Mesi | Mesi | Mesi | Mesi | Mesi | Mesi | Mesi | Mesi | Stagioni | Stagioni | Stagioni | Stagioni | Anno |
| Garbagna           | Gen  | Feb  | Mar  | Apr  | Mag  | Giu  | Lug  | Ago  | Set  | Ott  | Nov  | Dic  | Inv      | Pri      | Est      | Aut      | Anno |
| ------------------ | ---- | ---- | ---- | ---- | ---- | ---- | ---- | ---- | ---- | ---- | ---- | ---- | -------- | -------- | -------- | -------- | ---- |
| T. max. media (°C) | 3,6  | 6,6  | 11,1 | 16,2 | 19,7 | 24,4 | 27,1 | 26,3 | 22,4 | 15,2 | 8,8  | 4,8  | 5,0      | 15,7     | 25,9     | 15,5     | 15,5 |
| T. min. media (°C) | −4,1 | −1,7 | 2,0  | 6,3  | 10,1 | 13,5 | 15,6 | 14,9 | 12,2 | 7,4  | 2,2  | −1,2 | −2,3     | 6,1      | 14,7     | 7,3      | 6,4  |